# نزار کنیوه
نزار کنیوه (انگلیسی: Nizar Knioua؛ زادهٔ ۸ ژوئن ۱۹۸۳) بازیکن بسکتبال اهل تونس است.
وی در مسابقات کشوری و بین‌المللی در مجموع برندهٔ ۱ مدال طلا، ۱ مدال برنز شده‌است.